# Kozue Andō
Kozue Andō (安藤 梢, Andō Kozue, nascida em 9 de julho de 1982) é uma futebolista japonesa que atua como meia. Atualmente joga pelo 1. FFC Frankfurt.

## Carreira
Ando fez parte do elenco da Seleção Japonesa de Futebol Feminino, nas Olimpíadas de 2004, 2008 e 2012. E nos mundiais de 2011 e 2015.

## Títulos
Japão
- Mundial: 2011